# Tinerfe
Tinerfe, conosciuto anche come Tinerfe il Grande (fl. XIV secolo), era un mencey (re) guancio dell'isola di Tenerife (Isole Canarie). Si stima che sia vissuto alla fine del XIV secolo.
Era il figlio di mencey Sunta, che governò l'intera isola prima della conquista delle Isole Canarie da parte del Regno di Castiglia e León. Tinerfe il Grande, come tutti i suoi predecessori, aveva la sua corte a Adeje (circa 100 anni prima della conquista spagnola).
Alla morte del padre, Tinerfe ereditò il regno di Tenerife. Tuttavia, come per i suoi predecessori, i suoi zii cercarono di usurpare la corona. Per evitare questo, Tinerfe riformó la tattica del padre e definendo la strategia di governo, Tenerife raggiunse una grande prosperità sotto il suo regno. Divenne il più potente mencey della dinastia, ma anche l'ultimo: alla sua morte, i figli divisero l'isola in nove menceyatos (regni).
Al momento della conquista spagnola i re di questi menceyatos erano:
- Acaimo: mencey di Tacoronte
- Adjoña: mencey di Abona
- Añaterve: mencey di Güímar
- Bencomo: mencey di Taoro
- Beneharo: mencey di Anaga
- Pelicar: mencey di Icode
- Pelinor: mencey di Adeje
- Romen: mencey di Daute
- Tegueste: mencey di Tegueste

Gli storici Juan Núñez de la Peña e Tomás Arias Marín de Cubas (XVII secolo), tra gli altri, affermano che il nome dell'isola di Tenerife potrebbe provenire da mencey Tinerfe.